# Juliana Leite
Juliana Leite Arantes (Petrópolis, 1983) é uma escritora brasileira. 

## Biografia
Graduou-se em Comunicação Social pela Uerj, onde também fez o mestrado em Teoria da Literatura, pesquisando as interfaces entre a leitura e as tecnologias digitais.
Ganhou o Prêmio Sesc de Literatura por seu romance de estreia, Magdalena Usa as Mãos, publicado pela Record com o título Entre as Mãos. Seu segundo livro Humanos exemplares  foi lançado em 2022, pela Companhia das Letras.

## Obras
- 2018 - Entre as Mãos - Editora Record
- 2022 - Humanos exemplares - Companhia das Letras